# Parikrama

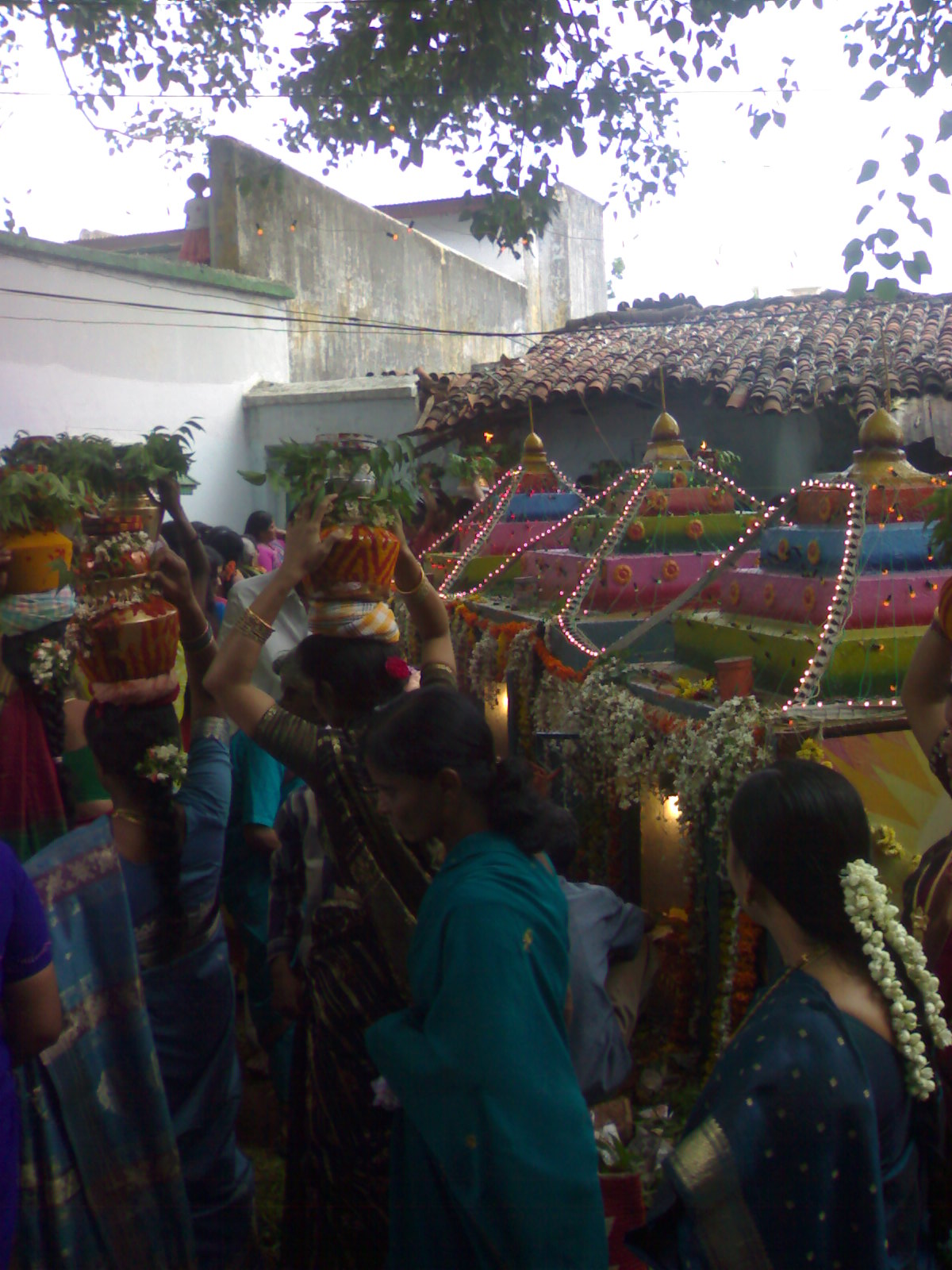
Femmes réalisant un parikrama autour d'un temple.

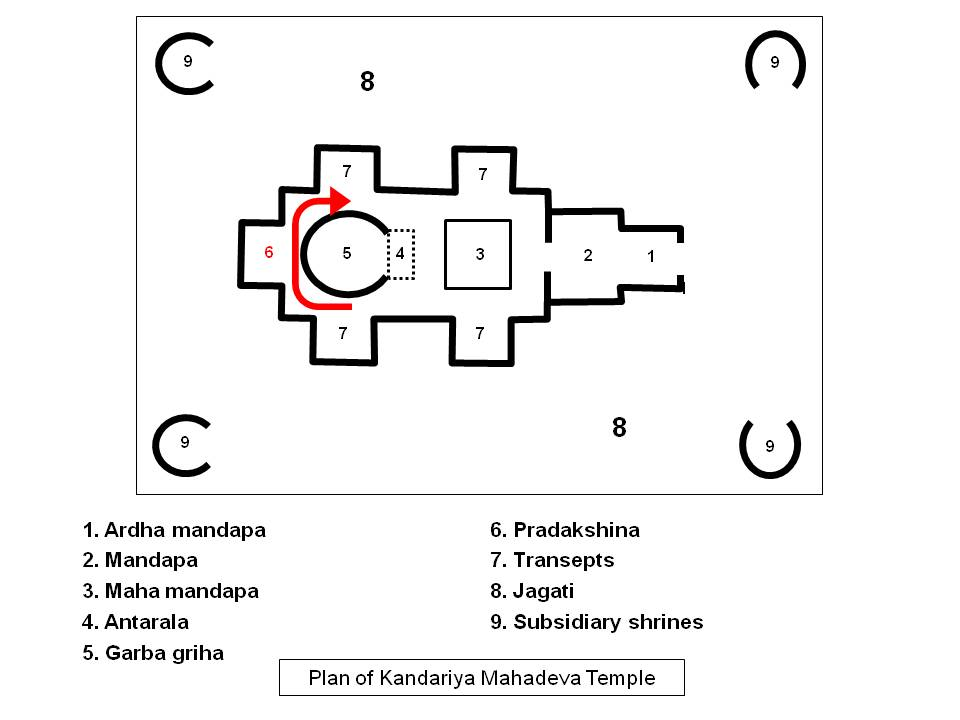
Le parcours du parikramar sur le plan du temple de Kandariya Mahadeva.

Le parikrama (sanskrit IAST) a plusieurs significations : « le chemin qui entoure quelque chose »; « tour, pèlerinage, circumambulation, procession», ou pradakṣiṇa (dans le bouddhisme): « vers la droite »,  « circumambulation d'un temple dans le sens des aiguilles d'une montre » (soit laissant le sanctuaire à main droite) est, dans l'hindouisme, une circumambulation par laquelle le fidèle manifeste sa vénération d'un temple ou d'une divinité. Les deux termes sont utilisés dans plusieurs situations de circumambulation :  pour des divinités religieuses dans un temple ; autour des rivières, des collines sacrées ou des groupes de temples, et d'une manière générale autour d'un objet sacré. « Faire un parikrama » est un rituel hindou,.

## Pratiques
La plupart des temples hindous comportent un ou plusieurs pradakshina. Le pradakshina se situe autour de la divinité principale. Mais il peut y avoir des pradakshina secondaires plus longs, ayant le même centre, mais sur un périmètre plus large. En général, ces pradakshina secondaires se situent non pas dans le même temple mais autour d'un ensemble de temples, d'un village ou d'une ville. On peut ainsi effectuer la circumambulation d'une ville sacrée, comme Bénarès (soit un parcours de 58 km), ou même du Gange, en allant des sources à l'embouchure et retour, un pèlerinage qui prend plusieurs années. 
Le parikrama se réalise autour du feu sacré d'Agni, de la plante sacrée Tulsi (Ocimum tenuiflorum) et de l'arbre sacré Pipal. Le parikrama ou pradakshina autour du feu sacré fait partie de la cérémonie du mariage hindou.
En général, le parikrama se pratique à la fin du culte traditionnel (puja) et après qu'on a rendu hommage à la divinité. Il doit être réalisé dans un état de méditation. La rotation s'accomplit dans le sens sinistrorsum (soit dans le sens des aiguilles d'une montre, de gauche à droite). Le sens de droite à gauche s'appelle prasavya et il se pratique dans les rituels funéraires. Et d'une manière générale, on peut relever que la gauche est considérée comme souillée, du fait des pratiques de la toilette intime dans l'hindouisme.

## Bouddhisme
Le parikrama est également pratiqué dans le bouddhisme. La pratique est courante autour des reliques ainsi que des reliquaires que sont les stupas, mais aussi autour de monastères, d'images, ou même de grandes aires géographiques, comme des montagnes par exemple. Les stupas sont souvent décorés de scènes clés de la vie du Bouddha. La coutume de la circumambulation autour des stupas semble être devenue populaire très tôt dans le bouddhisme.

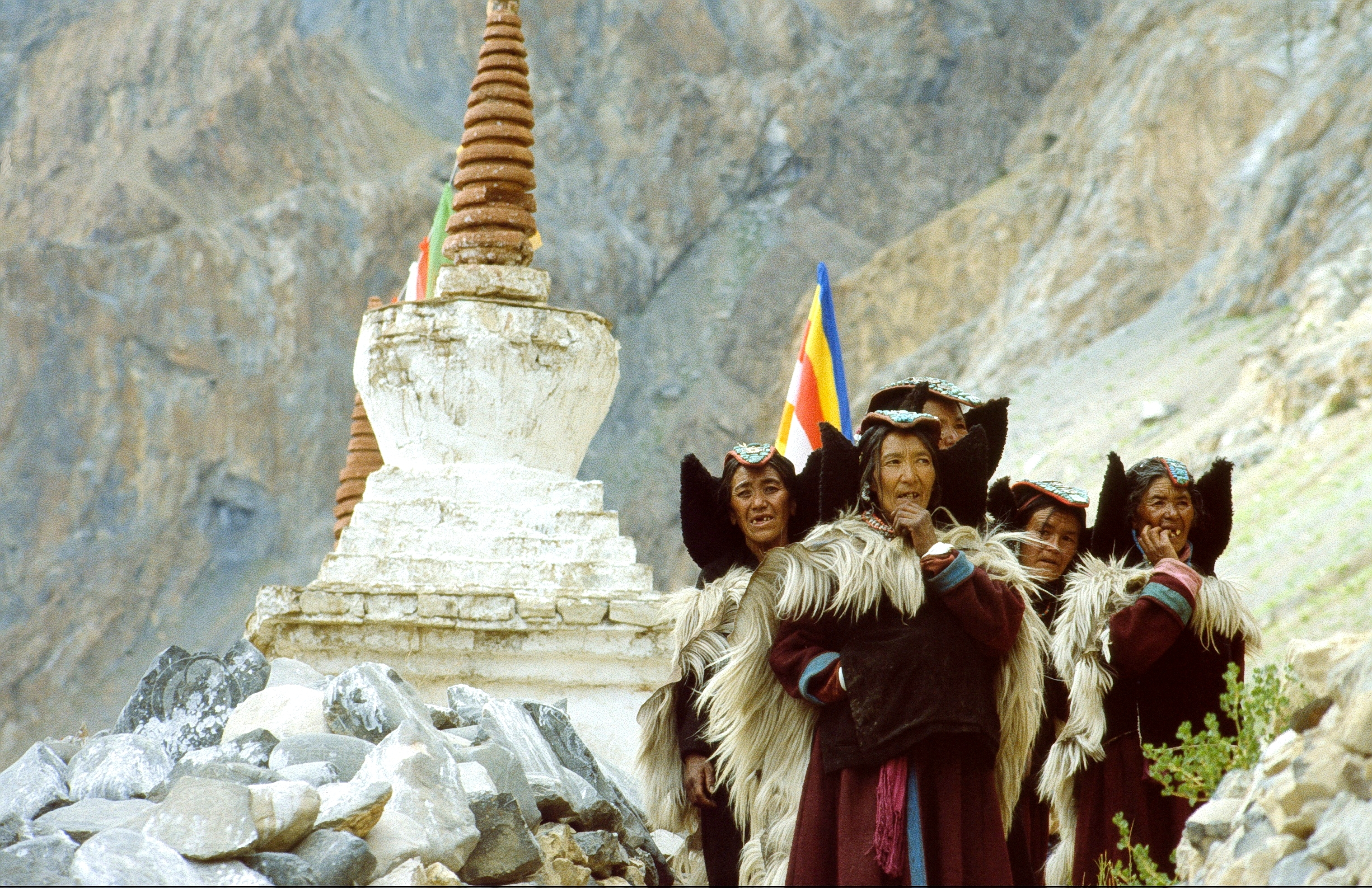
Femmes en circumambulation autour d'un stupa au Zanskar.

On trouve aussi la trace de cette pratique dans la littérature bouddhiste. C'est ainsi que dans le Sutra du l'éveil parfait, datant du VIIe – VIIIe siècle, douze bodhisattvas viennent, chacun à son tour, poser une question au Bouddha. Et chaque chapitre commence ainsi : « Alors, parmi la grande assemblée, l'être d'éveil Manjusri [à chaque fois le nom change] se leva de son siège, inclina sa tête par révérence jusqu'aux pieds de l’Éveillé, tourna trois autour de lui par sa droite, joignit ses paumes et lui adressa ces paroles. ».